# Pápai Magyar Intézet
A Pápai Magyar Intézet (teljes nevén Pápai Magyar Egyházi Intézet), rövidítve: PMI (olaszul: Pontificio Istituto Ecclesiastico Ungherese; latinul: Pontificium Institutum Ecclesiasticum Hungaricum in Urbe) fölszentelt papok továbbképzését szolgáló kollégium, amely Rómában működik 1940 óta.

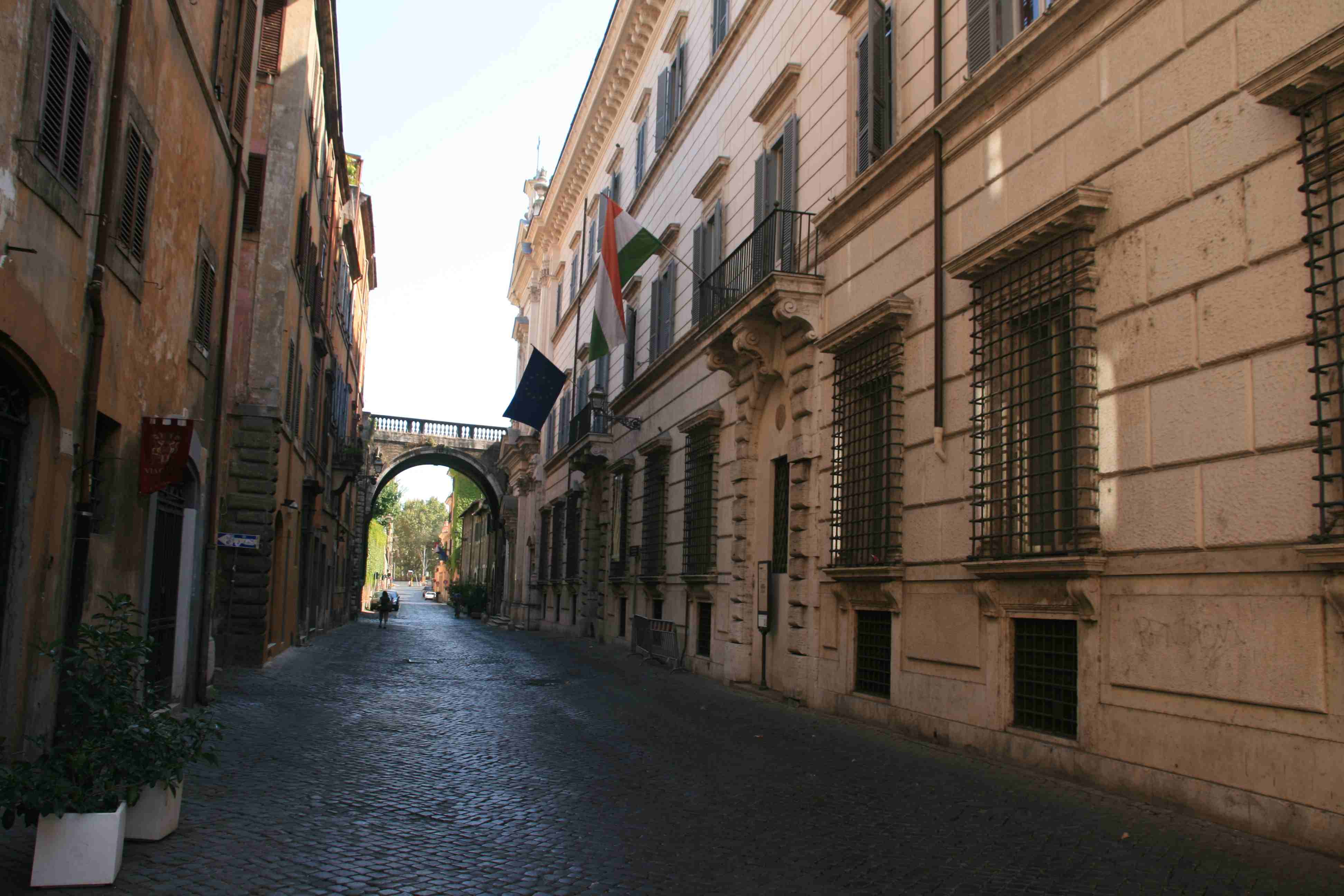
A Falconieri-palota (jobbra) második emeletén található a Pápai Magyar Intézet. A főhomlokzat erkély alatti bemélyedésében az 1957-ben készült Mária-mozaik

## Történelem
A magyar papnövendékek képzésének helyszíne a 16. századtól mindmáig a római Collegium Germanicum Hungaricum, de olyan magyar intézet hosszú ideig nem volt az Örök Városban, amely felszentelt papokat fogadott volna. A magyar állam 1927-ben vásárolta meg a Falconieri család Francesco Borromini tervezte patinás római palotáját, és az ekkor benne létrehozott Római Magyar Akadémia Papi Osztálya, amely 1928-ban kezdte meg működését, volt a Pápai Magyar Intézet elődje. Ebben meghatározott számú pap kapott helyet, akik római egyetemeken, illetőleg tudományos intézményekben végezhettek magasabb szintű tanulmányokat. A Collegium Hungaricumnak ezen tagozatát 1940. július 16-án XII. Piusz pápa emelte önálló, pápai jogú intézet rangjára Pápai Magyar Egyházi Intézet néven. Az intézmény a via Giulia 1. szám alatti Falconieri-palota második emeletén kapott helyet.
1940-től az Intézet életét a második világháború és az azt követő politikai fordulatok határozták meg. Emiatt 1943 és 1946 között nem fogadhatott ösztöndíjasokat. Vatikánváros Állam Kormányzósága 1943 őszén kiadott igazolása lényegében védett házzá minősítette át a magára hagyott palotát, amelynek ideiglenes igazgatását 1944-től a Pápai Magyar Intézet rektora látta el. Magyarországról hivatalosan utoljára 1947-ben érkeztek ide növendékek.

### A kommunizmus alatt
1948-tól korábban Innsbruckban, Bécsben és Rómában tanult papok kaptak itt helyet, vagy olyanok, akik kivándoroltak. 1947-től több éven keresztül szolgált a római magyar lelkész lakhelyéül és hivatalául. A magyar állam ekkoriban azon munkálkodott, hogy a Pápai Magyar Intézetet megszüntesse, ám annak vezetői megvédték az intézményt és áldozatkész munkájukkal továbbra is működtették. 1948. december 24-én keltezett levelében (két nappal Mindszenty József letartóztatása előtt) mintegy „karácsonyi ajándékként” Ortutay Gyula vallás és közoktatási miniszter Péterffy Gedeont mint az Intézet „volt igazgatóját” szólította fel az elszámolásra. 1949–1950-ben többször fizikailag is akadályozták a Pápai Magyar Intézet lakóit a lakóhelyükre történő szabad be-, és az onnan történő kijárásban, ezért az olasz rendőrség segítségére is szükség volt. Végül a palota Tevere-parti kertkapuját tették meg ideiglenes bejáratnak. 
1953-ban a Szentszék a magyarországi egyházüldözések miatt egyoldalúan nevezte ki Zágon Józsefet az Intézet vezetőjévé. 1956-ban Magyarországon kitört a forradalom. Miután a kommunisták az épületből elmenekültek, a Pápai Magyar Intézet október 31-én átvette az üres palota feletti felügyeletet. Befogadták az otthonról érkező menekülteket, és a palotában kulturális programokat is szerveztek. A rezsim csak 1957. október 1-jével tudta visszavenni a Falconieri-palota akadémiai részét. Ekkor hozták létre a Pápai Magyar Intézet vezetői adományokból a közeli via de’ Cestari 34. szám alatt azt a diákkollégiumot, ahol a befogadott menekült fiatalok a továbbiakban lakhattak. Ez a kollégium 1963-ig működött.
1964-ben megállapodás jött létre a Szentszék és a magyar kormány között, melynek értelmében az emigráns papok átadták a Püspöki Kar számára a Pápai Magyar Intézetet. Ettől kezdve, 1965-től a megyés püspökök Magyarországról ismét küldhetnek az intézetbe egyházmegyés papokat, hogy Rómában felsőbb tanulmányokat folytathassanak. A Belügyminisztérium III/III. Csoportfőnökség intézkedési tervet készített, mely szerint a kiküldésre nevezettek névsorát előre meg kellett szerezni, és gondoskodni róla, hogy minden csoportban legyenek beszervezett ügynökök. A kommunista hatalom folyamatosan nyomást gyakorolt az Intézetre; a rendszerváltásig vezetői és ösztöndíjasai között is voltak az állambiztonság által beszervezett ügynökök, 1988-ig az intézmény minden vezetője valamilyen formában be volt szervezve. Ennek ellenére a helyi egyházi vezetők joggal remélték, hogy azok a papok, akik néhány évre kijuthatnak a vasfüggöny mögé, sokat érő tudással gazdagíthatják az otthoni egyházi életet, amely tudásra a II. Vatikáni Zsinat utáni időszakban nagy szükség volt.

### A rendszerváltás után
Az 1989-es rendszerváltás után megváltozott körülményeket jól jellemzi, hogy 1991-ben visszakerülhetett az az 1960-ban eltávolított Magyarok Nagyasszonya Mária-mozaik eredeti helyére, a Falconieri-palota főhomlokzatának bemélyedésébe. A műalkotást a Pápai Magyar Intézet lakói még 1957 nyarán készíttették a Vatikáni Mozaikstúdióval egy régebbi olajkép helyébe, amelyet 1951-ben távolíttatott el el a Rákosi-rezsim. A megváltozott körülményeknek megfelelően szükséges volt a PMI jogi helyzetét is rendezni. Az ehhez szükséges szentszéki-magyar nemzetközi megállapodást 2013. október 21-én írták alá, és az 2014. február 10-én lépett életbe. A 2013. évi nemzetközi megállapodás aláírása előtt néhány héttel az Intézet protektora, Erdő Péter bíboros, esztergom-budapesti érsek, az Intézet egykori ösztöndíjasa, emléktáblát avatott a palota újra közös főbejárata előtti előtérben, a „tudósok, hitvallók és kiemelkedő egyházi vezetők nemzedékei” emlékére, akik e falak közül kerültek ki.
A 2015/2016-os akadémiai évben ünnepelte pápai alapításának hetvenötödik évfordulóját. Ebből az alkalomból Ferenc pápa is levében köszöntötte a Pápai Magyar Intézetet. A növendékek eddigi összlétszáma 1928 és 2015 között meghaladja a 280-at, de talán a háromszázat is eléri, ha az első időszakból azokat a jobbára külföldi papokat is hozzávesszük, akik nem szerepelnek a statisztikákban. Ebből 97 fő érkezett 1989 és 2015 között. A Klérus Kongregációhoz tartozó Pápai Magyar Intézet fenntartója a Magyar Katolikus Püspöki Konferencia, protektora a mindenkori magyar prímás. A rektor a Püspöki Konferencia római ágense (ügyvivője), valamint ehhez kapcsolódóan Magyarország szentszéki nagykövetségén egyházi tanácsos. 1999-től 2011-ig a rektor egyben római magyar lelkész is volt.
1958-ban a kápolnát Prokop Péter díszítette freskókkal. A kápolna üvegablakait 2002-ben Hajnal János készítette. Értesítője, melyet a rektor szerkeszt, 2002-ben indult.

## Rektorai
1. 1940–1947: Luttor Ferenc (1928-tól a Papi Osztály vezetője)[8]
2. 1947–1951: Péterffy Gedeon (igazgató)
3. 1951–1953: Mester István (helyettes igazgató)
4. 1953–1964: Zágon József (régens)
5. 1965–1968: Zemplén György (kinevezés: 1964)
6. 1968–1972: Fábián Árpád (1968–1969: régens; 1969: rektor)
7. 1972–1979: Bagi István (1972–1973: régens; 1973: rektor)
8. 1979–1987: Dankó László
9. 1987–1988: Keresztes Szilárd (megbízott rektor)
10. 1988–1992: Ternyák Csaba (1988–1989 rektorhelyettes; 1989: rektor)
11. 1992–1996: Gonda Imre
12. 1996–1998: Veres András
13. 1998–2011: Németh László Imre
14. 2011–2018: Tóth Tamás
15. 2018–2018: Mohos Gábor
16. 2018–2024: Németh Norbert
17. 2024–: Törő András